# Šurice
Pour les articles homonymes, voir Surice (homonymie).
Šurice (en serbe cyrillique : Шурице) est un village de Serbie situé sur le territoire de la Ville de Loznica, district de Mačva. Au recensement de 2011, il comptait 216 habitants.

## Démographie
| 1948 | 1953 | 1961 | 1971 | 1981 | 1991 | 2002 | 2011 |
| ---- | ---- | ---- | ---- | ---- | ---- | ---- | ---- |
| 342  | 374  | 353  | 318  | 355  | 317  | 281  | 216  |

|  |